# 小行星9012
小行星9012（9012 Benner）是一颗绕太阳运转的小行星，为主小行星带小行星。该小行星于1984年10月26日发现。

## 轨道参数
小行星9012的轨道半长轴为2.8774004 UA，离心率为0.310。
| 前一小行星： 小行星9011 | 小行星列表 | 後一小行星： 小行星9013 |